# رضوان عصام الدين
رضوان عصام الدين (بالإندونيسية: Hambali)، والمعروف بالحنبلي، ولد في 4 أبريل عام 1964، هو القائد العسكري السابق للجماعة الإسلامية في جنوب شرق آسيا التابعة لتنظيم القاعدة. وهو الآن مُعتقل في سجن غوانتانامو في كوبا.
كان الحنبلي كثيرًا ما يُوصَف بأنه «أسامة بن لادن جنوب شرق آسيا». كان مُقرَّبًا من قبل تنظيم القاعدة، وحلقة الوصل بين الحركتين. كان الحنبلي صديق مقرب من خالد شيخ محمد الذي خطط عملية بوجينكا وهجمات 11 سبتمبر. وكان يسعى لإقامة دولة إسلامية في كلًا من إندونيسيا، ماليزيا، سنغافورة، بروناي وأجزاء من الفلبين، ميانمار، تايلاند.
حظي الحنبلي  باهتمام كبير في أعقاب 2002، بعد تفجير ملهى بالي الليلي عام 2002.
ثم أُلقي القبض عليه في عملية مشتركة بين المخابرات الأمريكية والشرطة التايلاندية في عام 2003.

## بداية حياته
ولد الحنبلي في قرية صغيرة في مقاطعة جاوة الغربية، إندونيسيا. وكان أبوه فلاحًا، وكان الابن الثاني من ثلاثة عشر طفلًا. انخرط في الجماعة الإسلامية  في شبابه. وكان طالبًا المدرسة الثانوية الإسلامية. سافر إلى أفغانستان في عام 1983 لمحاربة الاتحاد السوفياتي أثناء الغزو السوفيتي لأفغانستان، والتقى أسامة بن لادن في الفترة من 1987 إلى 1990.